# Zographus pulverulentus
Zographus pulverulentus är en skalbaggsart som beskrevs av Nonfried 1906. Zographus pulverulentus ingår i släktet Zographus och familjen långhorningar. Inga underarter finns listade i Catalogue of Life.